# 小村典弘

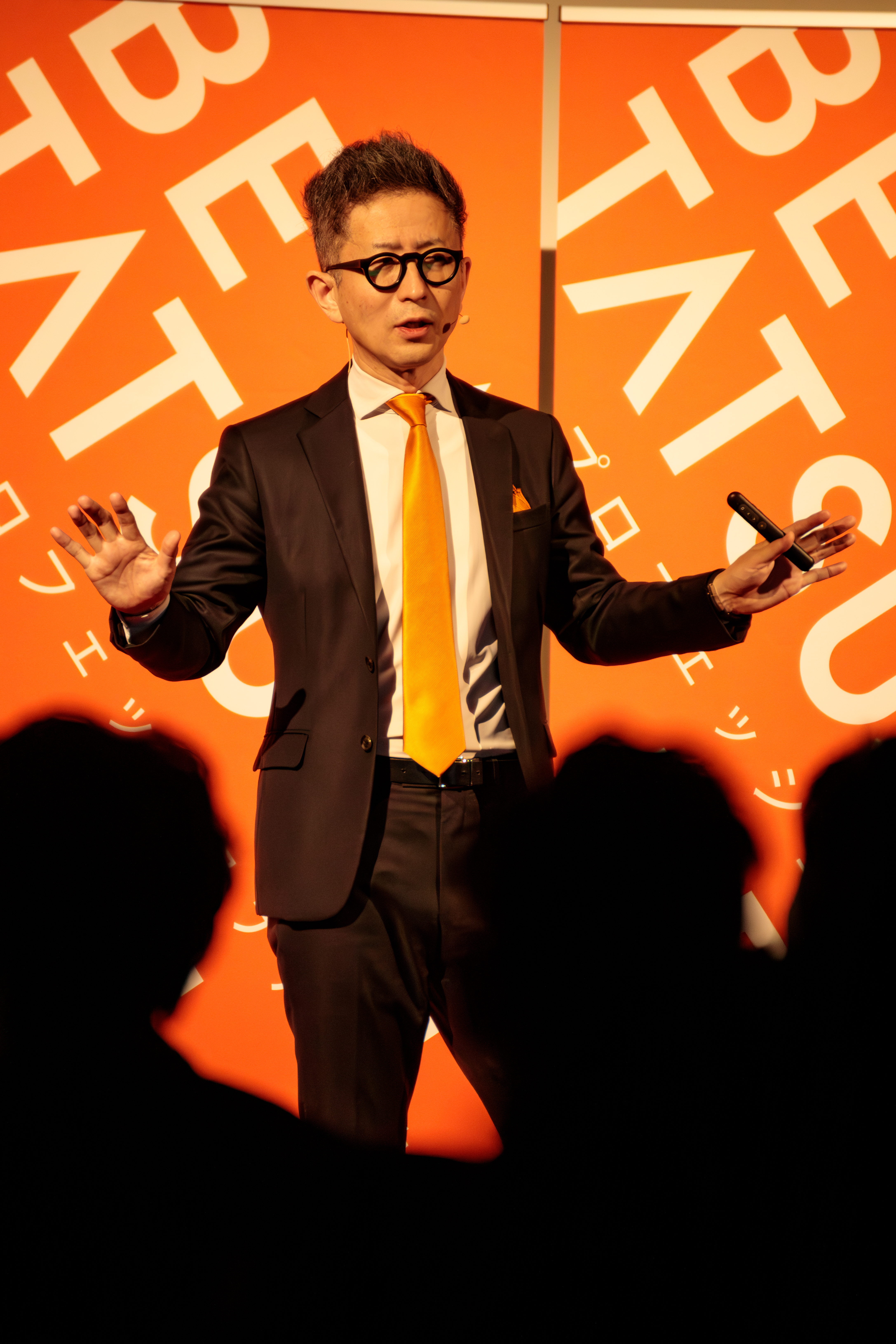

小村典弘 （komura yoshihiro）は、クラスコグループの代表でグループ1２社（売上6７億）を経営している実業家
不動産コンサル会社に就職、その後タカラ不動産（現クラスコ）に1999年入社,不動産業界での新しいアイデア不足、賃料の下落や空室率の悪化など、賃貸経営の将来に不安を感じる。2012年に全国リノベーションブランド「Renotta」をリリースする。店舗数日本一リノベブランド（７00店舗超）へと成長させる。2014年にクラスコ３代目社長就任。クラスコで1000室を超える空室苦戦物件を賃料を平均33%アップして満室にする。2017年には不動産テック（不動産テクノロジー）を開発し全国へ販売、現在不動産テックTATSUJINで7000店舗を超える企業にご利用いただくまで成長させる。2018年に全国の空室でお困りのオーナーに向けた「満室の窓口」をリリース（１７０店舗超）2020年にはフランス本社のVITRINMEDIAの日本販売総代理店のVITRIN MEDIA JAPANの株式を100%取得、2022年には埼玉県、東京都のフロンティアホーム2024年埼玉県のコニシホーム、ルームリサーチ東京都のジオネットワークと資本提携（クラスコグループイン）する。

## 経歴
コンサルティング会社を経て、1999年、クラスコ（タカラ不動産）へ入社。2014年に３代目社長に就任する。

## クラスコグループ
株式会社クラスコ・ホールディングス
株式会社クラスコ
株式会社クラスコテクノロジー
株式会社クラスココンサルファーム
株式会社クラスコデザインスタジオ
株式会社クラスコプロパンガス
株式会社クラスコサブリースパートナーズ
有限会社クラスコギャランティ
ヴィトリン•メディア株式会社
株式会社フロンティアホーム
株式会社コニシホーム
株式会社ジオネットワーク
株式会社ルームリサーチ

## 著作
- 『不動産経営はデザインで変わる』編書<週刊住宅新聞社>、2016年
- 『賃貸フェス』<週刊住宅新聞社>2017年
- 『デザイン経営の実行:  ブランド力、イノベーション力を劇的に向上させる源泉とは何か?』<現代書林>2019年12月